# District de Jabalpur
Pour les articles homonymes, voir Guna (homonymie).
Le district de Jabalpur   (hindi : जबलपुर जिला) est un district  de l'état du Madhya Pradesh, en Inde.

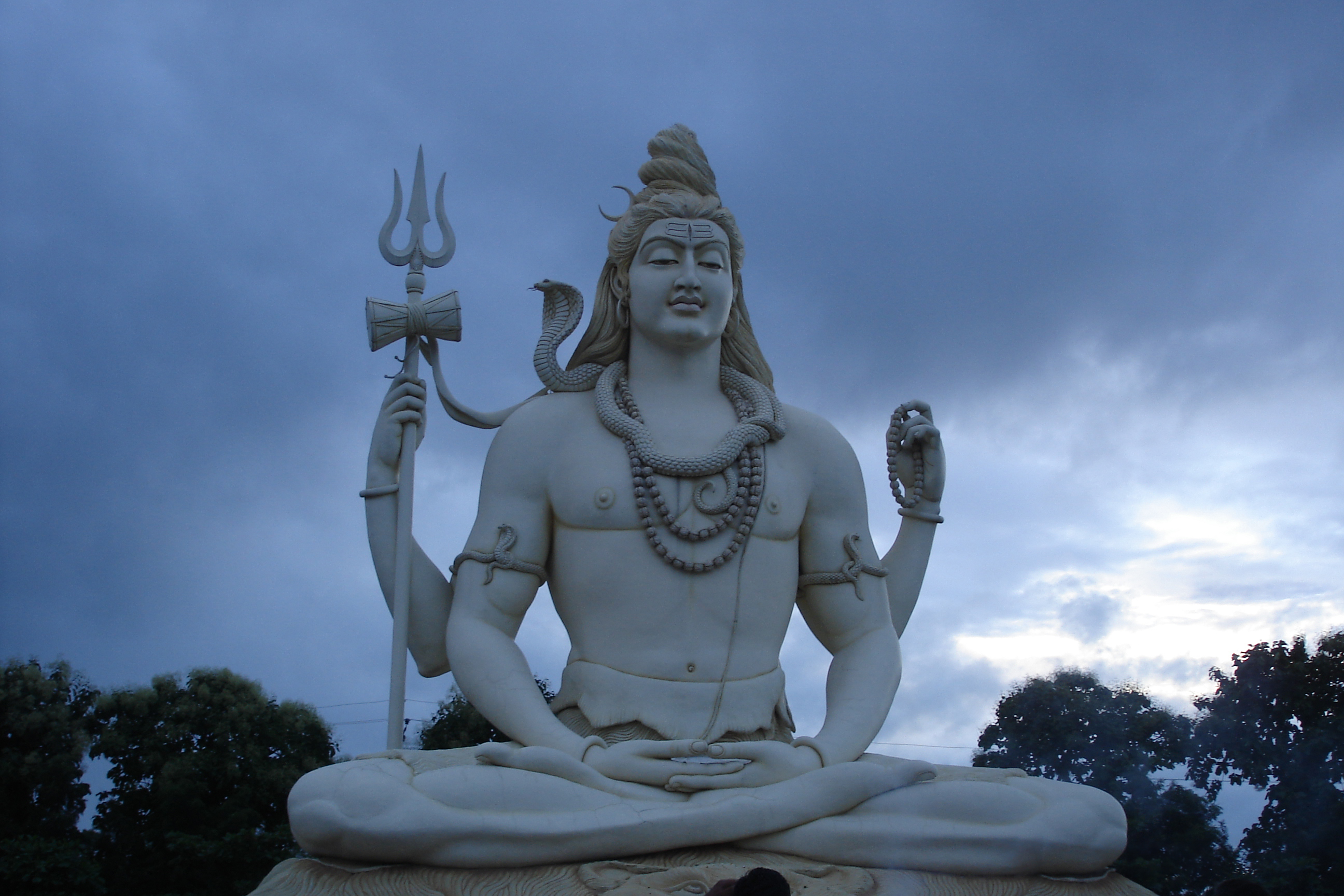
Statue de Shiva à Kachnar.

## Géographie
Au recensement de 2011, sa population compte 2 463 289 habitants pour une superficie de 5 211 km2.
Son chef-lieu est la ville de Jabalpur. 